# 윤학원
윤학원(1938년 10월 26일~)은 인천시립합창단, 중앙대학교 음악대학 작곡과 교수를 역임한 합창 지휘자이다. 현재는 윤학원 코랄 대표다.

## 학력
- 영화중학교
- 인천기계공업고등학교
- 연세대학교 작곡과 학사
- 웨스트민스터콰이어대학
- 로웰주립대학대학원 수료

## 경력
- 동인천 중·고등학교 음악교사
- 극동방송 PD
- 한국기독교장로회 공덕교회 성가대 지휘자
- 극동방송 합창단 지휘자 겸 프로듀서
- 1970년 ~ 1983년 선명회어린이합창단(현 월드비전합창단) 상임지휘자
- 중앙대학교 음악대 마스터코랄 지휘자
- 한국마드리갈합창단 지휘자
- 한국합창총연합회 부이사장
- 한국대학합창연합회 이사장
- 1979년 ~ 2004년 중앙대학교 음악대학 작곡과 교수
- 1983년 대우합창단 상임지휘자
- 1989년 ~ 2000년 서울레이디스싱어즈 예술감독 겸 상임지휘자
- 인천시립합창단 예술감독
- 1996년 한국교회음악협회 회장
- 1995년 ~ 2014년 인천시립합창단 지휘자
- 세계합창기금 위원
- 2000년 1월 중앙대학교 음악대학 학장
- 서울레이디스싱어즈 음악감독
- INTERKURTUR 명예예술회장[2]

### 방송 활동
- 2011년 남자의 자격 청춘 합창단 김태원의 멘토선생님

## 수상
- 1973년 월간음악상
- 1978년 세계합창경연대회 지휘자상
- 1999년 한국음악평론가협회 제15회 음악상
- 2004년 옥조근정훈장

## 주
1. ↑  송현민 (2023년 6월 14일). “한국적인 합창, 세계무대를 점령한 인천시립합창단”. 《인천in》. 2025년 3월 7일에 확인함.
2. ↑  “Dr. Hak-Won Yoon appointed Honorary Artistic President”. 《INTERKURTUR》. 2020년 10월 30일. 2025년 3월 7일에 확인함.